# Гамбург-Дувенштед
Дувенштед (нім. Duvenstedt) — частина району Вандсбек вільного та ганзейського міста Гамбург, яка  розташована на північній межі району та міста. Місцевість відноситься до так званих лісових сел (нім. Walddörfer).